# ملک‌قضات (ورزقان)
روستای ملک‌قضات، از توابع دهستان دیزمار مرکزی در بخش خاروانا، در جغرافیای ناحیه‌ای ورزقان، در جایگاهی میان مناطق کوهستانی با شیب‌های ملایم تا متوسط و عرصه‌هایی از اراضی مرتعی قرار گرفته است. این روستا در فاصله‌ای حدود ۵ کیلومتر به سمت غرب از شهر خاروانا واقع شده و حدوداً ۶۹ کیلومتر با مرکز شهرستان ورزقان فاصله دارد. موقعیت خاص ملک‌قضات در لبه میانی جنگل‌های تنک دیزمار و دامنه‌های جنوبی ارتفاعات میانه‌رشته‌ای منطقه، به آن ویژگی‌های اقلیمی و محیطی متمایزی بخشیده است که در حوزه کشاورزی، منابع طبیعی و حتی زیست‌بوم انسانی، قابل‌توجه و تأمل‌برانگیز است.
روستا از شمال‌شرقی با شیب‌های ملایم به اراضی دیم‌زار و باغات پراکنده ختم می‌شود و در جنوب، نوارهایی از مسیرهای قدیمی ارتباطی و چراگاه‌های فصلی خودنمایی می‌کنند. 
براساس نتایج سرشماری عمومی نفوس و مسکن سال ۱۳۹۵، جمعیت ملک‌قضات ۴۷۹ نفر است که در قالب ۱۴۳ خانوار در این روستا سکونت دارند. از این تعداد، ۲۴۳ نفر را مردان و ۲۳۶ نفر را زنان تشکیل می‌دهند.   